# SHOGOのオールナイトニッポン
『POCARI SWEAT Presents SHOGOのオールナイトニッポン』（ポカリスエット プレゼンツ ショーゴのオールナイトニッポン）は、ニッポン放送の人気深夜放送オールナイトニッポンの土曜日で175Rのボーカル・SHOGOがパーソナリティを担当したラジオ番組。　
2005年4月より、メインスポンサーはポカリスエット（大塚製薬）がメインとなっている。（以前は東芝がメインスポンサーであった）。
また、他の曜日とは違い、毎週様々なゲストが登場した。
2006年4月1日をもって終了。後番組は『アンダーグラフのオールナイトニッポン』。

## 概要
元は175R SHOGOのallnightnippon-rで、2002年10月から2003年9月まで火曜日27:00-28:30を担当していたが、平日のエバーグリーン開始による平日のR枠撤廃に伴い、2003年10月の充電期間を経て、同年11月にSHOGOのオールナイトニッポンフライデースペシャルとして移転。2004年3月、今度は HOT'n HOT お気に入りに追加!開始による同枠撤廃に伴い再度移転。土曜25:00〜の枠に落ち着いた。

## 本番組の出来事

### 2004年
- 8月28日の放送では、中国放送から生放送した[1]。
- 12月25日の放送はSHOGOが休み、代理に「TOSHIBA presents 小川直也のオールナイトニッポン」が放送された[2]。

### 2005年
- 2月26日の放送では、ラジオ沖縄から生放送した[3]。
- 3月19日SHOGOが休みのためにB'zが代わりに「TOSHIBA presents B'zのオールナイトニッポン」が放送された[4]。
- 8月6日の放送は茨城県ひたちなか市の「ひたち海浜公園」から生放送し、175Rのメンバーも出演した。（ロックインフェスタに出演していたため。）[5]。
- 9月24日　第2回サタデーナイトパーティー討論会が開催された[6]。
- 10月8日の放送でリニューアルした[7]。
- 11月19日の放送中にホームページがリニューアルした[8]。
- 11月26日KBC九州朝日放送から生放送[9]。
- 12月25日　第3回サタデーナイトパーティー討論会が行われた（翌2006年1月7日深夜にその模様を放送）[10]。

### 2006年
- 2月18日175R全員登場スペシャルを行った[11]。
- 3月4日山口県内の某所から生放送[12]。
- 3月11日　終了が決まった直後の放送で、リリー・フランキーがゲスト出演した[13]。
- 3月25日ニッポン放送イマジンスタジオで公開生放送を行った[14]。

## 代理番組
- 小川直也
- B'z
- w-inds.

## 放送時間
- 2002年10月8日 - 2003年3月25日、「allnightnippon-r」火曜日 深夜27:00-28:30
- 2003年4月1日 - 2003年9月23日、「オールナイトニッポンR」火曜日 深夜27:00-28:30
- 2003年11月 - 2004年3月、「オールナイトニッポン FRIDAY SPECIAL」（旧 SUPER!・いいネ!枠） 22:00-24:00
- 2004年4月3日 - 2006年4月1日　土曜日（旧 1部・com枠） 深夜25:00-27:00

## コーナー一覧

### 学校放送応援部
学校放送を応援するため、SHOGOのメッセージ入りテープ（MD）を送る企画。

## 過去のコーナー

### 私立探偵R-571
SHOGOが出演する映画探偵事務所5のように、勝手に開いた探偵事務所の内容を紹介。

### 消印のない手紙
言えなかった想い、伝えられなかった言葉を番組を通じて伝えていくコーナー。

### 白いクリスマス
「クリスマスまでに●●したい!」と言う人を応援するコーナー。

## スタッフ

### ディレクター
- 三島道義

### アシスタントディレクター
- 田野幸伸（サウンドマン所属）
- 大沢（サウンドマン所属）

### 構成作家
- 正岡謙一郎
- 高須

### サブ作家
- ダビッツ（本名:宮澤、ハガキ職人出身）

## ノベルティグッズ

### サタパタタオル!!
- サタデーナイトパーティー討論会でも配布される。

### 175R特製ボールペン
- 番組スタッフも使用しているボールペン。

### メッセージカード
- 第4回サタデーナイトパーティー討論会を記念して制作したSHOGOの特製カード。